# Церква святого Архістратига Михаїла (Сторожів)
Церква святого Архістратига Михаїла — чинна дерев'яна церква, пам'ятка архітектури місцевого значення у с. Сторожів на Рівненщині. Парафія належить до Рівненської єпархії Української Православної Церкви Московського патріархату.

## Розташування
Церква розташована у центрі села, при центральній дорозі, недалеко на південний схід від цвинтаря.

## Історія

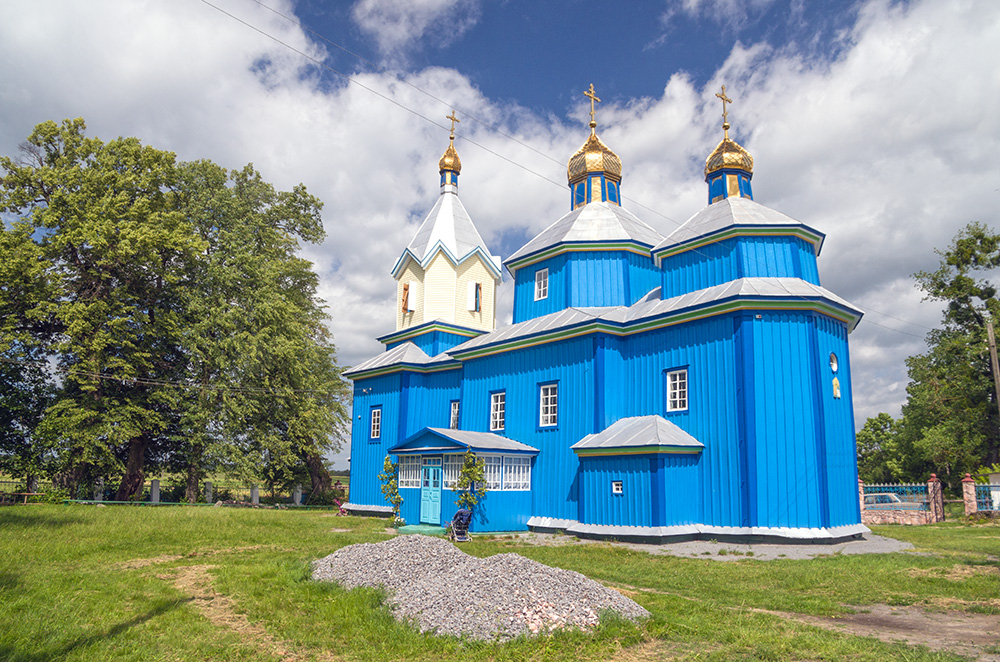

Перша церква була у селі побудована у 1803 р., згодом в 1883 року перебудована відповідно до нових стилістичних преференцій православної церкви.

## Архітектура
Церква дерев'яна, тризрубна, з рівновисокими зрубами та прибудованою з заходу дзвіницею. Церква завершена двома верхами: один над навою, інший над вівтарем. З обидвох сторін до вівтаря прилягають ризниці. 
Можна припустити, що під час перебудови було ліквідовано один верх над бабинцем та прибудовою до головного входу високої дзвіниці по типу «восьмерик на двох четвериках» (подібно до перебудови  церкви святого Георгія у с. Сіянці Острозького р-ну).
Загалом тут засвідчено своєрідний симбіоз локальної архітектурної традиції та пізніших активних спроб пристосувати ці традиції до канонів так званого «єпархіальногго стилю», що експортувався на Волинь з теренів корінної Росії з метою нівелювання західних канонічних впливів.